# Hulmani
Hulmani (Colobinae) představují spolu s kočkodany (Cercopithecinae) jednu ze dvou podčeledí kočkodanovitých opic. Podčeleď se vyskytuje v Africe a Asii a zahrnuje hulmany, guerézy, langury a kahauy. Guerézy jsou čistě africkou skupinou řazenou do vlastního tribu Colobini, zatímco ostatní rody vytvářejí asijský tribus Presbytini. Právě v Asii dosáhli hulmani největší početnosti a rozmanitosti, z velké části následkem vyzdvihnutí Tibetské náhorní plošiny a výkyvů klimatu během pleistocénu, spojených se změnou hladiny moří v oblasti Sundalandu. Složitá biogeografická a evoluční historie asijských hulmanů vede k tomu, že o systematice a vzájemných afinitách jednotlivých druhů a rodů probíhají debaty.

## Vzhled
Hulmani se vyznačují dlouhými ocasy a končetinami. Zadní končetiny obyčejně bývají výrazně delší než končetiny přední. Hulmani jsou ve srovnání s ostatními kočkodanovitými velmi dobří skokani, svými skoky mohou v některých případech překonat i dvacetimetrovou vzdálenost. Hulmani se vyznačují redukovaným palcem na přední končetině; samotné odborné jméno „Colobinae“ vychází z řeckého „κολοβός“ („zakrslý“, „zakrnělý“) a odkazuje na tuto anatomickou zvláštnost. Žaludek hulmanů je rozdělen do několika oddílů pro snazší trávení celulózy a lze jej přirovnat k žaludku přežvýkavců. Lebka se vyznačuje relativně krátkým čenichem, širokou interorbitální oblastí a krátkými vysokými čelistmi. Řezáky jsou dlouhé a úzké, stoličky vybavené ostrými střižnými lištami pro rozsekávání vláknité stravy. Mozková kůra je méně gyrifikována (zvrásněna) ve srovnání s ostatními kočkodanovitými opicemi. V ústech chybí lícní torby pro uschovávání potravy.

## Biologie a ohrožení
Hulmani jsou vesměs přizpůsobení stromovému životu a různým typům lesních ekosystémů. Mimo tropických deštných lesů se vyskytují i ve vysokohorských lesích, galeriových lesích, mangrovníkových lesích i v lesích mírného pásma. Mohou úspěšně přežívat i v dosti chladných horských ekosystémech. Ve srovnání s kočkodany jsou více folivorní (listožraví) a také rychleji dospívají. Množství druhů utváří jednosamcové sociální skupiny.
Ve volné přírodě žije množství druhů pouze v omezeném areálu rozšíření. Z kriticky ohrožených hulmanovitých lze jmenovat guerézu červenohlavou (Piliocolobus rufomitratus), guerézu límcovou (Colobus vellerosus), kahaua mentavejského (Simias concolor), langura duk (Pygathrix nemaeus) či langura indočínského (Rhinopithecus avunculus).

## Žijící rody
- Hulmani (Colobinae)
  - Colobus Illiger, 1811 – gueréza
  - Piliocolobus Rochebrune, 1877 – gueréza
  - Procolobus Rochebrune, 1877 – gueréza (jediný druh gueréza zelená [P. verus])
  - Nasalis É. Geoffroy, 1812 – kahau (jediný žijící druh kahau nosatý [N. larvatus])
  - Simias Miller, 1903 – kahau (jediný žijící druh kahau mentavejský [S. concolor]).
  - Pygathrix É. Geoffroy, 1812 – langur
  - Rhinopithecus Milne-Edwards, 1872 – langur
  - Presbytis Eschscholtz, 1821 – hulman
  - Semnopithecus Desmarest, 1822 – hulman
  - Trachypithecus Reichenbach, 1862 – hulman